# چوله‌آندرا
چوله‌آندرا (رومانیایی: Ciuleandra) یک فیلم درام دلهره‌آور روان‌شناختی به کارگردانی سرجیو نیکلائسکو است که در سال ۱۹۸۵ منتشر شد. از بازیگران آن می‌توان به گئورگه کوزوریچی، اشتفان یورداکه، یون آنگل و الکساندرو دوبرسکو اشاره کرد.